# Staatsanwältin Corda
Staatsanwältin Corda ist ein deutsches Filmmelodram aus dem Jahre 1954 von Karl Ritter.

## Handlung
Frau Dr. Corda-Frobenius hat mit viel Fleiß und dank Unterstützung durch ihre deutlich älteren Schwester ein Jurastudium erfolgreich abgeschlossen. Nun ist sie als einer der ersten ihres Geschlechts zur Staatsanwältin in ihrem Regierungsdestrikt aufgerückt. Bislang haben die Macho-Männerkollegen ihr jedoch kaum die Gelegenheit gegeben, ihr juristisches Können bei bedeutenden Fällen unter Beweis zu stellen. Eines Tages konfrontiert sie ein Fall mit traumatischen Erinnerungen ihrer eigenen Vergangenheit. Einst war sie mit einem verheirateten Mann liiert. Als beide in einen Verkehrsunfall verwickelt wurden und er unter die Räder kam, floh sie in Panik vom Unfallort. Heute, acht Jahre später, soll Frau Dr. Corda die Anklage gegen einen Mann vertreten, der des Mordes an seiner Gattin bezichtigt wird. Dieser Mann, ein Gastwirt namens Hans Neidhard, hat verblüffende Ähnlichkeit mit Cordas damaliger Jugendliebe. Frau Dr. Corda hat den Angeklagten, den Gastwirt Hans Neidhard, bei einem Ausflug kennen gelernt. Es traf sie wie ein Blitz, die Ähnlichkeit mit dem Ex und sein ganzes Wesen verzauberte die Juristin sofort.
Nun sieht sich Frau Dr. Corsa einem schweren Dilemma ausgesetzt. Die stets auf eine saubere Dienstauffassung bestehende Juristin ist hin- und hergerissen zwischen Pflicht und Neigung. Soll sie den geliebten Mann ins Gefängnis bringen wollen oder soll sie sich von dem anstehenden Prozess zurückziehen. Als einziger juristischer Königsweg zwischen diesen beiden Möglichkeiten erscheint Dr. Corda, das Gericht darauf hinzuweisen, dass bei dem vorgeblichen Mord eine fahrlässige Tötung vorliegen könnte. Die Verhandlung ergibt einen nahezu lückenlosen Indizienbeweis, der jedoch eine Mordabsicht ausschließt. Neidhard muss nicht mehr ins Zuchthaus, sondern lediglich eine gemäßigte Gefängnisstrafe absitzen. Dennoch geht Hans Neidhard verbittert aus dem Prozess heraus, er fühlt sich tief verletzt, dass Dr. Corda als Mensch, dem er zuvor so nahegekommen war, im Moment höchster Not nicht an seine Unschuld glaubte. Als sich nach Prozessende Neidhards Unschuld herausstellt, ist der Bruch endgültig. Frau Dr. Corda bleibt allein zurück, als sich Neidhard, aus dem Gefängnis entlassen, einer neuen Liebe, der blutjungen Steffi, zuwendet.

## Produktionsnotizen
Die Dreharbeiten zu Staatsanwältin Corda begannen Anfang Dezember 1953 und endeten am 13. Januar 1954. Gedreht wurde im Atelier Wiesbaden mit Außenaufnahmen aus Wiesbaden, dem Taunus, von Eltville und anderen Gebieten des Rheingaus. Der Film wurde am 4. März 1954 in Würzburg und Wiesbaden uraufgeführt, Berliner Premiere war am 9. April 1954.
Produzent Karl Schulz übernahm Robert Leistenschneider auch die Produktionsleitung, Conny Carstennsen die Aufnahmeleitung. Alfred Bütow und Ernst Schomer gestalteten die Filmbauten. Ingrid Bütow entwarf die Kostüme. Benno Locher sorgte für den Ton. Werner M. Lenz assistierte Chefkameramann Willy Winterstein, Eberhard Itzenplitz Regisseur Ritter, der ungenannt auch am Drehbuch beteiligt war.
Für die 1918 geborene ostpreußische Theaterschauspielerin Ingeborg Egholm war dies der einzige Kinofilmauftritt. Anschließend wirkte sie bis in die frühen 1970er Jahre hinein nur noch in der einen oder anderen Fernsehproduktion mit.
Dem Film war kein besonderer Erfolg beschieden.

## Kritik
Im Lexikon des Internationalen Films heißt es: „Regisseur Karl Ritter, der in der NS-Ära fatale Propagandafilme abgeliefert hatte, kehrte nach kurzem argentinischen Exil mit diesem sentimentalen Gesellschaftsmelodram in die deutsche Filmproduktion zurück.“